# Drapetes cyaneus
Drapetes cyaneus là một loài bọ cánh cứng trong họ Elateridae. Loài này được Bonvouloir miêu tả khoa học năm 1859.